# Primula blinii
Primula blinii là một loài thực vật có hoa trong họ Anh thảo. Loài này được H. Lév. miêu tả khoa học đầu tiên năm 1915.